# Live at the Kings Head Inn
Live at the Kings Head Inn é o primeiro álbum ao vivo da banda de punk rock Avail.

## Faixa
1. "Sidewalk" (Dixie)
2. "Stride" (Satiate)
3. "Song" (Dixie)
4. "Observations" (Satiate)
5. "Predictable" (Satiate)
6. "Forgotten" (Satiate)
7. "Pinned Up "(Satiate)
8. (30 seconds of the crowd chanting, no song)
9. "Kiss Off" (Violent Femmes cover)
10. "Connection" (Satiate)